# Rhodococcus equi
Rhodococcus equi ist ein grampositives, kokkoides Stäbchen. Das Bakterium kommt als Umweltkeim gewöhnlich in staubigen, trockenen Böden vor und kann in Aufzuchtbetrieben (von Pferden und Ziegen) bis zu 60 Prozent infizieren. Die früher hohe Letalität der Infektion ist bis 2009 auf etwa 12 Prozent zurückgegangen, vermutlich durch besseres Monitoring der Fohlen und Antibiotika-Behandlung. Häufigste Symptome heute sind eine milde neutrophile Leukozytose und Hyperfibrinogenämie mit übermäßiger Fibrinogenbildung. Seit 2008 ist bekannt, dass R. equi neben Hausschweinen auch Wildschweine befallen kann. Bei Fohlen ist R. equi der häufigste Verursacher von Atemwegserkrankungen. Zudem kann der Erreger auch auf Menschen übertragen werden. Vor allem bei stark immungeschwächten Menschen wie AIDS-Patienten kann es so tödliche Lungenentzündungen (Pneumonien) verursachen. Auch Wundinfektionen, Osteomyelitis und Abszesse können beim Menschen durch Rhodococcus equi hervorgerufen werden.
Rhodococcus equi gehört zur Gruppe der fakultativ intrazellulären Pathogene, kann sich also sowohl auf Nährmedien (z. B. Brain Heart Infusion) als auch in Immunfresszellen (Makrophagen) des Wirtes vermehren. Ein zentraler Virulenzfaktor ist dabei das bakterielle Virulenz-assoziierte Protein A (VapA), welches zusammen mit langen, mykolsäurehaltigen Oberflächenglykolipiden die Phagosomenreifung blockiert. So bleibt die Verschmelzung von Bakterien-enthaltenden Phagosomen mit den Lysosomen als Verdauungskompartimenten der Immunfresszellen aus und die Bakterien können sich vermehren.
Zur antibiotischen Therapie bei Infektionen mit Rhodococcus equi kann Vancomycin kombiniert mit Rifampicin, alternativ auch Imipenem mit Rifampicin, über vier bis acht Wochen eingesetzt werden, wenn möglich gefolgt von oraler Gabe von Ciprofloxacin oder Levofloxacin.

## Synonyme
Fälschlicherweise werden für Rhodococcus equi auch andere Artbezeichnungen verwendet. Neben Corynebacterium equi sind Synonyme wie Bacillus hoagii, Corynebacterium purulentus, Mycobacterium equi, Mycobacterium restrictum, Nocardia restricta und Proactinomyces restrictus gebräuchlich.

## Wirte
- Pferde
- Schafe
- Schweine (Haus-, Wild-)
- Ziegen
- (stark immunsupprimierte) Menschen